# 島村高平
島村 高平（しまむら こうへい、1968年 - ）は日本の構造家。大成建設設計本部構造設計第二部 設計室長。一級建築士、構造設計一級建築士、JSCA建築構造士。

## 経歴
東京都生まれ。1990年 日本大学理工学部建築学科卒業後、大成建設株式会社入社。
主な担当作品に札幌ドーム（2001）、エコパークかごしま（2014）、愛媛県立中央病院（2014）、等々力陸上競技場メインスタンド（2015）、福岡ソフトバンクホークスファーム本拠地球場（2016）、大宮区役所・大宮図書館（2019）、あつまるホールディングス NSP山鹿工場  など。
2016年度 日本建築家協会 優秀建築選、2015年度 第43回プレストレストコンクリート工学会賞 作品部門受賞。
栄光学園創立70周年事業新校舎（2017）で2018年度「日本建築家協会優秀建築選100作品」、2017年度 第61回神奈川建築コンクール優秀賞。「大成建設技術センター風のラボ」で2021年第16回日本構造デザイン賞を受賞。